# Cosmoscarta palopona
Cosmoscarta palopona är en insektsart som beskrevs av Victor Lallemand 1931. Cosmoscarta palopona ingår i släktet Cosmoscarta och familjen spottstritar. Inga underarter finns listade i Catalogue of Life.